# Arezzo
Arezzo (în latină Arretium) este un oraș în centrul Italiei, capitala provinciei cu același nume din regiunea Toscana. Arezzo se află la aproximativ 80 km sud-est de Florența, la altitudinea de 296 metri. În 2001 avea o populație de aproape 91.600 locuitori.

## Istorie
Descris de către Titus Livius ca fiind unul dintre capitalele etrusce, Arezzo se crede că a fost unul dintre cele douăsprezece orașe etrusce ce alcătuiau Dodecapolis. Vestigiile etrusce stabilesc faptul că acropola din San Cornelio a fost ocupată și fortificată în perioada etruscă. Există alte dovezi semnificative etrusce: piese de ziduri, o necropolă etruscă pe Poggio del Sole, și cel mai faimos, cele două bronzuri, "Himera din Arezzo" (secolul al V-lea î.Hr.) și "Minerva" (secolul al IV-lea î.Hr.), care au fost descoperite în secolul al XVI-lea și duse la Florența. Așezarea etruscă a fost cucerită de romani în 311 î.Hr., devenind un post militar pe via Cassia, drumul expansiunii Romei republicane în bazinul Padului. În jurul anului 261 d.Hr., Consiliului orașului din Arezzo a dedicat o inscripție patronului său L. Petronius Taur Volusianus.
Între secolele III-IV, Arezzo a devenit un scaun episcopal: acesta este unul dintre puținele orașe a căror succesiune de episcopi sunt cunoscute de nume fără întrerupere până în prezent, în parte pentru că ei erau feudalii ale orașului în Evul Mediu. Orașul roman a fost demolat prin intermediul războiului gotic și invazia lombarzilor ca pretutindeni în Europa, iar pietrele reutilizate pentru fortificații. Amfiteatrul, însă, a rămas intact.
Comuna Arezzo între anii 1098 și 1384 a devenit un oraș-stat independent, episcopul pierzându-și puterea. Tendința ghibelină a orașului s-a opus Florenței gulfe. După înfrângerea familiei conducătoare Tarti, ce îi sprijina pe ghibelini, în fața Florenței, Arezzo intră sub dominația familiei Medici și a ducatului Toscanei.
La sfârșitul secolului al XVIII-lea, mlaștinile învecinate cu Val del Chiana au fost drenate și astfel numărul epidemiilor de malarie a scăzut. La sfârșitul secolului, trupele franceze conduse de Napoleon Bonaparte au cucerit Arezzo, dar în curând orașul s-a transformat într-o bază de rezistență împotriva invadatorilor, câștigând rolul de capitală a provinciei. În 1860 Arezzo a devenit parte a Regatului Italiei.

## Demografie
Arezzo - evoluția demografică

|  | Graficele sunt indisponibile din cauza unor probleme tehnice. Mai multe informații se găsesc la Phabricator și la wiki-ul MediaWiki. |

Date: Recensăminte sau birourile de statistică - grafică realizată de Wikipedia

## Orașe înfrățite

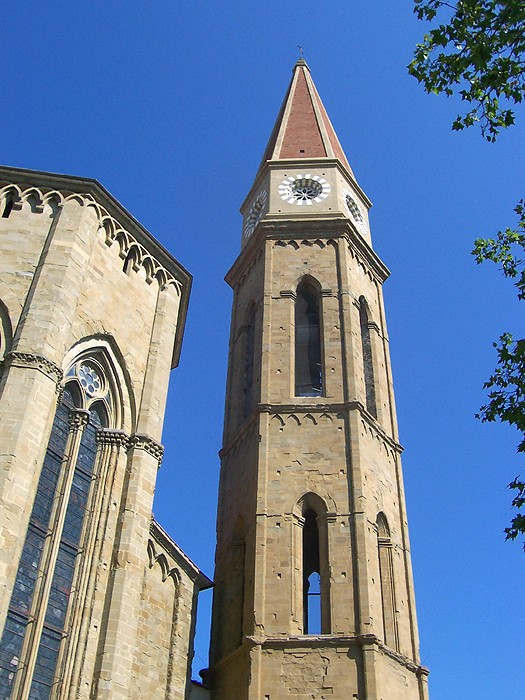
Monoforă în turnul clopotniță al Catedralei din Arezzo
În stânga imaginii o biforă

- Bedford, Regatul Unit
- Montenars, Italia
- Saint-Priest, Franța
- Eger, Ungaria
- Jaén, Spania
- Norman, SUA
- Mount Pleasant, SUA
- Oświęcim, Polonia